# Knoopkruidgalboorvlieg
De knoopkruidgalboorvlieg (Urophora jaceana) is een vliegensoort uit de familie van de boorvliegen (Tephritidae). De wetenschappelijke naam van de soort is voor het eerst geldig gepubliceerd in 1935 door Hering.